# Браун, Даррант
Да́ррант Бра́ун (англ. Durrant Brown; род. 8 июля 1964, Монтего-Бей, Корнуолл) — ямайский футболист, игравший на позиции защитника. Участник чемпионата мира 1998 года в составе национальной сборной Ямайки.

## Клубная карьера
Браун является воспитанником клуба «Сент-Джеймс». Во взрослом футболе дебютировал в 1983 году выступлениями за команду клуба «Вадада», цвета которой и защищал на протяжении всей своей карьеры, которая длилась двадцать один год. В команде получил прозвище «Татти» (англ. Tatty) и играл на позиции центрального защитника, несмотря на то, что имел рост лишь 171 см.

## Карьера в сборной
В 1992 году дебютировал в официальных матчах в составе национальной сборной Ямайки. В течение карьеры в национальной команде, которая длилась 7 лет, провёл в форме главной команды страны 102 матча.
В составе сборной был участником розыгрыша Золотого кубка КОНКАКАФ 1993 года в США и Мексике, на котором команда завоевала бронзовые награды, и розыгрыша Золотого кубка КОНКАКАФ 1998 года в США, а также чемпионата мира 1998 года в Франции, однако на мировом первенстве на поле ни разу не выходил.